# Ogdó Aksiónova
Ogdó Iegórovna Aksiónova (nom real: Ievdokia, rus: Евдокия, en dolgan Огдуо Аксёнова Ogdó Aksiónova, 8 de febrer de 1936, Boganida-14 de febrer de 1995, Dudinka) fou una poeta dolgan, fundadora de la literatura escrita en dolgan.

## Biografia
Aksyonova va néixer en la família d'un pastor de rens, i va començar a escriure poemes a l'escola secundària. Per la seva història Pàvel Txuprin, el 1956 va rebre un premi al diari soviètic Taimir, rus: Таймыр. Es va convertir en treballadora cultural. El 1967, Ogdó va ser guardonada amb l'Orde de la Insígnia d'Honor.
El 1969, el diari de Norilsk Zapoliàrnaia pravda, rus: Заполярная правда ('La veritat polar') va publicar, en traducció de Valeri Kravets, els primers poemes d'Aksiónova. Després de la publicació a Zapoliàrnaia pravda, a Aksiónova se li va oferir immediatament de publicar poesia a la popular revista Rabotnitsa, rus: Работница ('La dona treballadora').
Més tard va imprimir poemes i contes en llengua dolgan. Les impremtes iakut es van comprometre a trobar els tipus de lletra adequats que tindrien en compte les particularitats del dolgan. El llibre es va publicar el 1973. Es va anomenar Baraksan. Aksiónova volia construir un segon llibre sobre material de cançons. El va titular Cançons dolgan. El compositor de Krasnoiarsk Leonid Maslennikov va musicar-ne per primera vegada totes les poesies.
El 1977 va ingressar a un curs de literatura superior a Moscou. Una mica abans s'havia trobat amb l'escriptor moscovita Leonid Iakhnín, que es va comprometre a traduir els seus poemes i contes per a nens. Valentín Bérestov amb una energia extraordinària va aplegar materials provinents d'ambdós a l'editorial metropolitana Malix, rus: Малыш. El resultat va ser la publicació del llibre infantil Moroixka, rus: Морошка ('mora vermella').
Als cursos literaris superiors Aksenova va abordar seriosament els problemes del llenguatge escrit dolgan. En una carta al seu primer traductor, Valerii Kravtsu, va escriure, al març de 1978, que volia tenir en compte l'experiència d'altres nacions. "Ara estic molt enfeinada amb el nostre alfabet", va escriure Aksiónova. "Agafaré cinc lletres de iacut i vull agafar dues lletres del kazakh".
Aksiónova va preparar el primer esborrany del seu alfabet a finals de 1978. La seva versió va ser àmpliament recolzada pels filòlegs de Novossibirsk.
El 1979, la seva proposta va ser aprovada com a alfabet dolgan. Un any més tard, les autoritats van permetre organitzar una escola a Dudinka per a l'aprenentatge experiencial de primer grau de l'alfabet manuscrit d'Aksiònova. El 1983, les impremtes de Krasnoiarsk van publicar a Rotaprint la quarta versió del llibre de text d'Aksiónova, el qual va ser utilitzat per sis escoles a la regió de Taimyi. No obstant això, el cap de l'Oficina d'Educació no va recolzar immediatament les aspiracions d'Aksiónova i va afirmar que els dolgans ja en tenien prou sabent només rus. Només el 1990, l'editorial Prosvesxenie ('La Il·lustració') va publicar la setena versió de l'alfabet dolgan d'Aksiónova. I va ser aquesta setena versió la que finalment va rebre el reconeixement oficial de les autoritats.
Durant els anys vuitanta, Aksiónova també estava treballant en la creació d'un diccionari de la llengua dolgan de quatre mil paraules per a l'escola primària i a compilar materials dels científics de Tomsk per a un diccionari acadèmic que incloïa vint mil paraules.
Ogdó Aksiónova també va treballar com a directora titular del departament nacional de la ràdio del districte (raion).
Al final de la seva vida Aksiónova va decidir tornar a l'antiga poesia ritual dels dolgan.
Ogdó Aksiónova va morir la nit del 14 de gener de 1995.